# Nacimiento de nuestra nacionalidad
Nacimiento de nuestra nacionalidad es uno de los murales del Museo del Palacio de Bellas Artes en la Ciudad de México, pintado en 1952 por el artista mexicano Rufino Tamayo.

## Descripción
Se trata de un lienzo de dimensiones murales, pintado con “vinelita” (como se denominaba a la pintura vinílica). Representa la conquista y el nacimiento de una nueva identidad nacional. No de manera narrativa como lo hicieron otros muralistas mexicanos, como Diego Rivera o David Alfaro Siqueiros, sino de manera conceptual y abstracta en el que los símbolos,alegorías y sobre todo el color son protagonistas de la obra.
Tamayo utilizó diversos colores y formas para representar la complejidad del encuentro entre dos culturas, la violencia y destrucción ocurridas durante la conquista que finalmente derivó en una nueva realidad.

## Estructura
El mural está dividido en dos secciones horizontales. En la superior se observa a un conquistador sobre su caballo que asemeja una máquina destructiva. A la derecha hay una columna dórica – un referente al arte griego- que recuerda la cultura occidental que llegó con el conquistador. A la izquierda hay ruinas de edificios prehispánicos. Tamayo retomó el eclipse como un augurio nahua, de acuerdo con la tradición este fenómeno presagiaba catástrofes. 
En la parte inferior aparece deslizándose una serpiente que alude a la deidad Quetzalcoatl como símbolo de la cosmovisión prehispánica. Debajo de esta imagen y como síntesis de la obra, una madre indígena da a luz a un bebé blanco y moreno, representando el mestizaje consecuencia de la caótica conquista.